# Saints Row IV
Saints Row IV é um videojogo de acção-aventura jogado em mundo aberto produzido por Volition, Inc. e publicado pela editora alemã Deep Silver. Lançado em 20 Agosto de 2013 para Microsoft Windows, PlayStation 3 e Xbox 360. Uma versão para linux esta planejada para 2015. É o quarto capitulo da série Saints Row, depois do lançamento de Saints Row: The Third em 2011.
Como nos títulos anteriores, o jogador controla o líder dos Third Street Saints, que agora se tornou presidente dos Estados Unidos, no ano futurístico de 2021. O jogo regressa à cidade fictícia de Steelport de The Third, que será redesenhada para se apresentar como uma distopia retro-futurista, com elementos de Washington, D.C. O jogo decorre alguns anos depois de The Third, focado nos Saints a combater uma ameaça muito maior do que as quadrilhas de rua: alienígenas.
A 25 de Junho de 2013, apesar de ter uma classe R18+ para videojogos, foi recusada a classificação a Saints Row IV na Austrália. A organização responsável afirma que o jogo "inclui representações interativas e visuais de violência sexual que não são justificadas pelo contexto" e que "em adição, o jogo inclui elementos de uso de drogas ilícitas ou proibidas relacionadas com incentivos ou prémios. Tais representações são proibidas pelas regras dos jogos de computador."
Após os acontecimentos de Saints Row: The Third, os Saints ampliaram seu alcance e o o líder desta gangue se tornou o presidente dos EUA. Infelizmente, durante uma coletiva de imprensa, o desastre acontece: alienígenas atacam a Casa Branca, sequestram os Saints e prendem cada um em seu pesadelo pessoal. Felizmente, a hacker do grupo, Kinzie, resgata o presidente e juntos fogem para uma nave espacial com o objetivo de resgatar o restante da gangue.